# ありんくりん
ありんくりんは、日本のお笑いコンビ。よしもとエンタテインメント沖縄（吉本興業の子会社）所属。2014年結成。共に沖縄県出身。よしもと沖縄県住みます芸人。

## メンバー
ひがりゅうた（1992年7月10日（33歳） - ）
- ボケ担当。立ち位置は向かって左。
- 沖縄県北中城村出身。本名、比嘉竜太（ひが りゅうた）[1]
- 左利きでB型
- たまにパンチパーマにする
- 歌三線弾ける
- コントキャラを演じるのが好き
- 口笛が得意
- タコとイカ好き
- キクラゲ＆メンマ好き

クリス（1993年3月19日（32歳） - ）
- ツッコミ担当。立ち位置は向かって右。
- 沖縄県沖縄市出身。沖縄県立北谷高等学校卒業。本名、伊保クリス（いほ くりす）。
- 趣味はバスケットボール、オリジナルソング作成。
- 父がアメリカ人、母が日米ハーフの「逆クォーター」[2]。
- シカゴ・ブルズの33番（スコッティ・ピッペン）のユニフォームを舞台衣装とする。

## 来歴・概要
- 高校時代に出会う。当初はひがの幼馴染でクリスの同級生だった稲福心輝（現在は「ところ天すけ」の芸名でトリオ「ところどころ」で活動）を加えたトリオだったが、本土風のお笑いをしたい心輝と沖縄らしいお笑いをしたいひが・クリスとで意見が分かれ、コンビとなった[3]。
- 2014年4月1日、正式にコンビを結成。コンビ名は沖縄弁で「あれもこれも」の意で、名付け親は照屋林賢[4]。
- 2016年6月、第4代沖縄県住みます芸人に就任。
- 沖縄の文化や社会背景を取り入れたネタが多く[5]、ひがを典型的なウチナーンチュ、クリスをアメリカ人に見立てた在日米軍ネタなどがある。
- 友近に高く評価されており、コラボコントも行っている[6]。

## 賞レース成績

### Mｰ1グランプリ
| 年度（回）       | 結果         | No.    | 会場                         | 日程         | 備考               |
| ---------------- | ------------ | ------ | ---------------------------- | ------------ | ------------------ |
| 2015年（第11回） | 2回戦進出    | 1676   | [東京]雷5656会館ときわホール | 10月13日(火) |                    |
| 2016年（第12回） | 不出場       | 不出場 | 不出場                       | 不出場       | 不出場             |
| 2017年（第13回） | 2回戦進出    | 3647   | [東京]雷5656会館ときわホール | 10月4日(水)  |                    |
| 2018年（第14回） | 準々決勝進出 | 2064   | [大阪]なんばグランド花月     | 11月5日(月)  |                    |
| 2019年（第15回） | 3回戦進出    | 2597   | [東京]ルミネtheよしもと      | 11月11日(月) |                    |
| 2020年（第16回） | 2回戦進出    | 4601   | [東京]よしもと有楽町シアター | 11月5日(木)  |                    |
| 2021年（第17回） | 2回戦進出    | 5183   | [東京]雷5656会館ときわホール | 10月20日(水) |                    |
| 2022年（第18回） | 不出場       | 不出場 | 不出場                       | 不出場       | 不出場             |
| 2023年（第19回） | 3回戦進出    | 1527   | [東京] KANDA SQUARE HALL     | 11月8日(水)  | ジモトスター賞受賞 |
| 2024年（第20回） | 3回戦進出    | 3950   | [東京] KANDA SQUARE HALL     | 11月7日(木)  | ジモトスター賞受賞 |

### その他
- 琉球朝日放送「お笑いバイアスロン」
  - 2018年 優勝
- 沖縄テレビ「新春！Oh笑い O-1グランプリ」
  - 2019 優勝
  - 2020 優勝
  - 2022 優勝

## 出演

### ラジオ
- ありんくりんのヨーガクナイト（RBCiラジオ）：冠番組

### テレビ
- ラフピー!（琉球放送）：レギュラー
- 琉神マブヤーARISE（琉球放送、2017年10月7日 - 12月30日） - ハブデービル 役（ひがりゅうた）、アカマタデービル 役（クリス）
- 吉本坂46が売れるまでの全記録（テレビ東京、2018年8月22日）
- 有吉の壁若手予選会（日本テレビ、2019年9月30日）
- 琉球歴史ドラマ「尚円王」（2020年2月12日−2月26日RBC琉球放送） - 役人 役[8]（ひがりゅうた）
- 琉球トラウマナイトレジェンド2020「キジムナークロニクル」（沖縄テレビ、2020年）（ひがりゅうた）[9]
- ラヴィット!（TBS、2022年5月10日）
- ぐしけんさん（沖縄テレビ放送、2023年9月17日）
- 千鳥のクセスゴ!（フジテレビ、2024年7月28日、8月25日）
- 友近×ありんくりんのい〜あんべぇ（2024年10月5日〜、沖縄テレビ）：レギュラー
- おきなわテレビはじまりものがたり（2024年11月12日 - 11月19日、沖縄テレビ） - 國場さとし 役（ひがりゅうた）、米兵 役（クリス）[10]

### 映画
- きたなかスケッチ（2018年）[11]（ひがりゅうた）
- 10ROOMS（2022年） - サム（徳次郎） 役（ひがりゅうた）、板長 役（クリス）[12]

### その他
- 沖縄全島エイサーまつり65周年記念特別動画「エイサーどんどん」[13]（2021年）

## CM
- サカイガワ
- 求人おきなわ「アグレアップグレード」
- 具志川興産・住友ハウス株式会社[14]
- ACジャパン（2021年度沖縄地域キャンペーン「おじぃになっても釣りがしたい」でナレーションを担当）※ひがのみ
- MŌTA DIRECT

## 主なキャラクター
サンセットライフ以外はひがりゅうたのみ
- 川満サリー - バイリンガルの契約社員
- サンセットライフ - 沖縄にいそうな陽気なボーカルユニット
- 白石達夫 - 沖縄移住歴32年　バツ5のサーファー　砂辺在住　職業不明
- たくと - 東京に染まった同級生
- ターケーさん - 総合音響監督
- 玉那覇さん - 無人販売所の販売員
- バスケ部のしゅうや - 同級生
- 波照間さん - 音楽プロデューサー
- 比嘉 - 琉球TV新人AD
- まさとしにーにー - 地元の先輩　北中城村青年会OB
- 山川つとむ - 要注意人物
- りゅうた君 - 沖縄の小学4年生　哲学が強い　空手を習っている
- 渡慶次さん - 音楽イベントの舞台監督

## 音楽
| 発売日        | タイトル              | レーベル        | 名義                       |
| ------------- | --------------------- | --------------- | -------------------------- |
| 2019年4月17日 | タンクトップボーイ    | YOSHIMOTO MUSIC | ありんくりんクリス         |
| 2019年5月22日 | プリンセスドリーム    | YOSHIMOTO MUSIC | ありんくりんクリス         |
| 2019年6月19日 | バイク                | YOSHIMOTO MUSIC | ありんくりんクリス         |
| 2019年7月24日 | ヒューマン            | YOSHIMOTO MUSIC | ありんくりんクリス         |
| 2019年8月21日 | 悩みなんて小粒        | YOSHIMOTO MUSIC | ありんくりんクリス         |
| 2024年1月31日 | たったうっぴぐゎーな? | YOSHIMOTO MUSIC | ひがりゅうた(ありんくりん) |